# Pseudotypocerus nitidicollis
Pseudotypocerus nitidicollis là một loài bọ cánh cứng trong họ Cerambycidae.